# 빌 백스 케이프 플로리다 주립공원

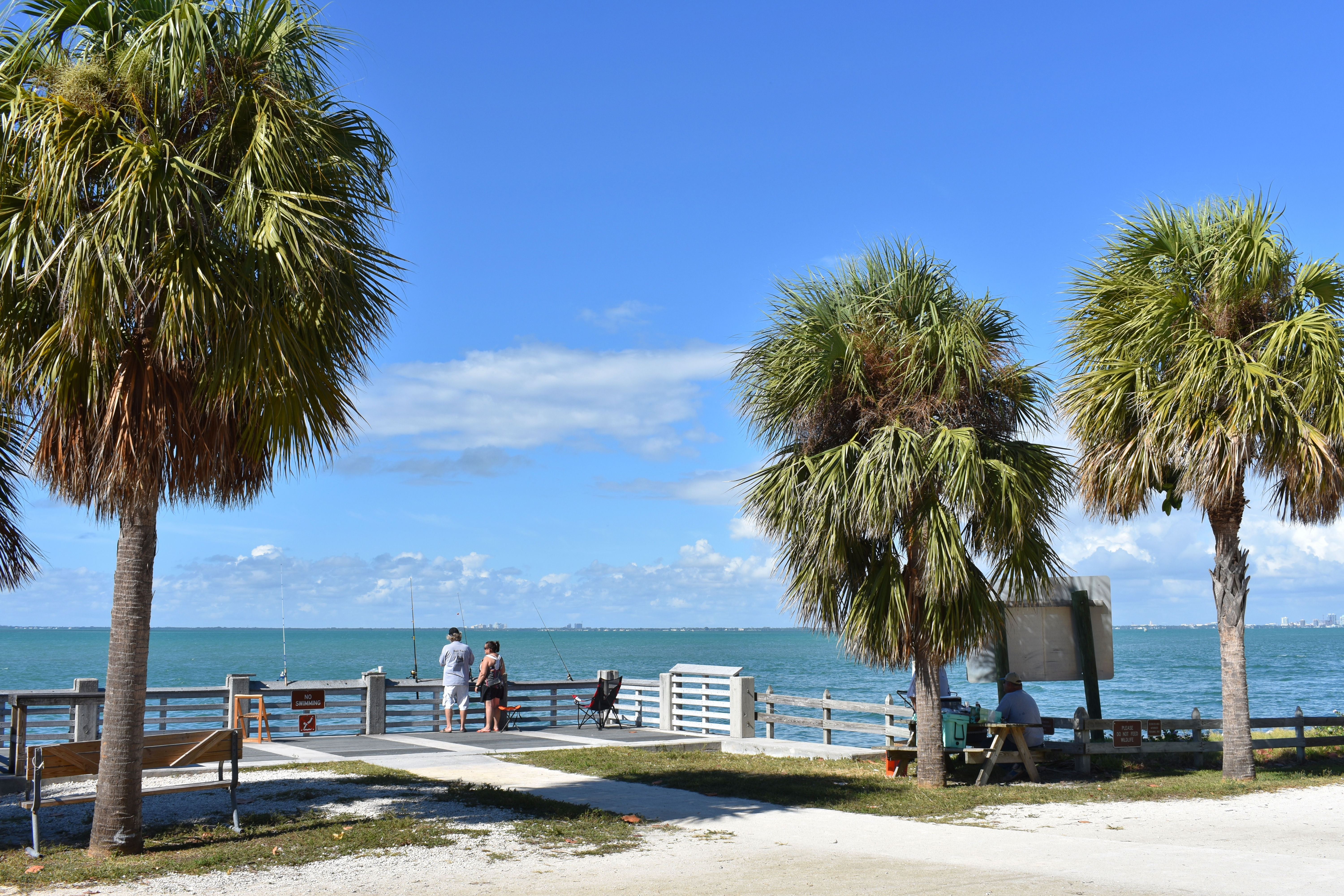

빌 백스 케이프 플로리다 주립공원(Bill Baggs Cape Florida State Park)은 좌표 25°40′25″N 80°09′34″W 지점에 위치한 키비스케인섬의 남쪽 약 1/3을 차지한다. 미국 마이애미데이드군에 위치한다. 2005년, 마이애미데이드군에서 8위를 차지했고 2013년에 포브스는 이 지역을 7위에 올렸다.

## 레크리에이션 활동
이 공원은 모래가 있는 대서양 해변이 있으며 이곳에서 스노클링과 수영이 가능하다. 또, 보트, 카누 경기, 카약, 낚시, 자전거 타기, 하이킹 등을 즐길 수 있다. 방문객 센터와 박물관이 위치해 있다.